# Jugoslavenski nogometni kup za žene
Jugoslavenski nogometni kup za žene je bilo nogometno kup natjecanje za ženske klubove u Jugoslaviji, a održavao se između 1975. i 1991. godine. 

## Pobjednice
- 1975. Zagreb
- 1977. Loto (Zagreb)
- 1978. Loto (Zagreb)
- 1979. Sloga (Zemun)
- 1980. Sloboda '78 (Zagreb)
- 1981. Sloga (Zemun)
- 1982. Sloboda '78 (Zagreb)
- 1983. Mašinac (Niš)
- 1984. Mašinac (Niš)
- 1985. Sloga (Zemun)
- 1986. Željezničar (Sarajevo)
- 1987. Maksimir (Zagreb)
- 1988. Mašinac (Niš)
- 1989. Mašinac (Niš)
- 1990. Maksimir (Zagreb)
- 1991. Classic Mašinac (Niš)

## Poveznice
- Jugoslavensko nogometno prvenstvo za žene
- Hrvatski nogometni kup za žene